# مدرسة سابق الدين مثقال
مدرسة سابق الدين مثقال أو المدرسة السابقية، قام ببناء المدرسة الأمير سابق الدين مثقال مقدم المماليك السلطانية الأشرفية نسبة للأشرف شعبان سنة 762هـ. (1363-1376) ، وقد خصصت لدراسة الفقه على المذهب الشافعي، كما بنيت فيها مكتبة وكتاب لتعليم الأطفال.

## التخطيط
المدرسة على شكل مربع يتكون من صحن أوسط يحيط به أربعة إيوانات، ويطل إيوان القبلة على الصحن بفتحة معقودة، وينقسم إلى قسمين كبيرين بأحدهما محراب كبير عمقه 1.5 متر. وتعد المدرسة من المدارس المعلقة حيث يصعد إليها عن طريق سبع درجات دائرية، ويقع مدخلها الرئيسي في الجهة الشمالية الذي يؤدي إلى درقاعة مربعة تؤدي من جهتها الشرقية إلى إيوان القبلة ومن جهتها الغربية إلى دهليز يقع خلف الإيوان الشمالي به سلم يؤدي للمئذنة، أما فتحة الدرقاعة الجنوبية فتؤدي لصحن المدرسة.
كان موقع هذه المدرسة صحراء حتى العصر الفاطمي، وفي العصر الفاطمي كان موضعها جزءاً من جملة القصر الشرقي الكبير الذي بناه الفاطميون للإقامة به، ويمكن الوصول لهذه المدرسة من منطقة بين القصرين تجاه حمام البيسري.